# Defender II
Defender II er et computerspil, der også er kendt under navnet Stargate og anses som en gammel klassiker.
Spillet er fra Atari, og udgivet i 1981.
Defender er ikke, som man skulle tro, et platformspil, hvor man skal ud og besøge verdener.
Det er et af de klassisk skydespil, hvor man skal skyde alt, der bevæger sig.
Spillet fik navnet Stargate, da der i spillet var et ormehul, hvori man kunne flyve videre til en anden bane.